# Tichy (distrito)
Tichy é um distrito localizado na província de Bugia, Argélia, e cuja capital é a cidade de mesmo nome, Tichy. Em 2008, a população total do distrito era de 36 987 habitantes.[carece de fontes?]

## Municípios
O distrito está dividido em três comunas:
- Tichy
- Boukhelifa
- Tala Hamza